# COROT-12b
CoRoT-12b es el primer planeta descubierto por la misión CoRoT que pertenece al sistema de la estrella CoRoT-12.